# Allan Simonsen (Rennfahrer)

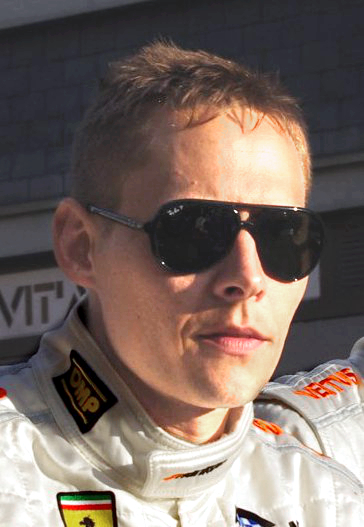
Allan Simonsen 2011

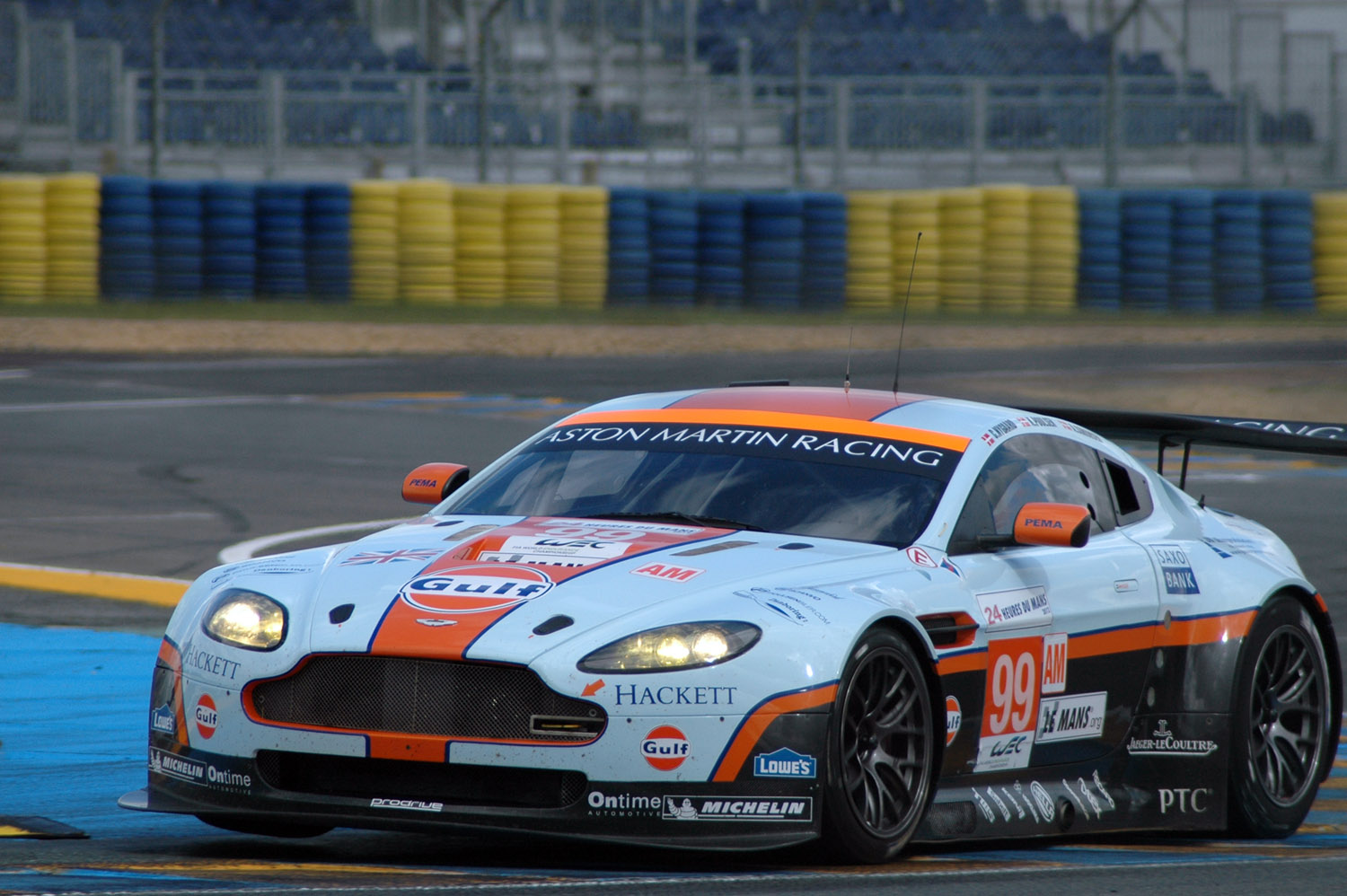
Allan Simonsen in einem Aston Martin Vantage 2012

Allan Weel Simonsen (* 5. Juli 1978 in Odense; † 22. Juni 2013 in Le Mans, Frankreich) war ein dänischer Automobilrennfahrer, der auch mit einer australischen Lizenz Rennen fuhr.

## Karriere

### Kart- und Formelsport (1989–2001)
Simonsen begann seine Motorsportkarriere 1989 im Kartsport und blieb bis 1998 in dieser Sportart aktiv. Unter anderem wurde er 1994 nordischer ICA-Meister. 1999 wechselte er in den Formelsport und trat in der dänischen Formel Ford an. Er gewann 1999 fünf von zwölf Rennen und entschied die Meisterschaft für sich. Des Weiteren nahm er am Formel Ford Festival in Brands Hatch teil und wurde Elfter und er trat zu einem Rennen der niederländischen Formel Ford an.
2000 ging Simonsen in der Formel Palmer Audi an den Start und gewann eins von 20 Rennen. Er schloss die Saison auf dem elften Rang ab. 2001 fand Simonsen kein Cockpit für eine vollständige Saison. Er nahm an acht Rennen der deutschen Formel-3-Meisterschaft und fünf Rennen der britischen Formel Renault teil.

### Gran Turismo und V8 Supercar (2002–2013)
2002 wechselte Simonsen in den GT-Sport und nahm für Veloqx Motorsport an vier Rennen der britischen GT-Meisterschaft teil. 2003 verließ Simonsen Europa und zog nach Australien. Er nahm in einem Ferrari 360 Challenge an der Australian Nations Cup Championship teil und wurde Achter in der GT-Wertung und Zweiter in der Gruppe 2. Außerdem debütierte er in der V8 Supercars und nahm an zwei Rennen dieser Serie teil. 2004 blieb Simonsen in der Australian Nations Cup Championship und verbesserte sich mit einem Sieg auf den siebten Rang der GT-Wertung. Darüber hinaus gewann er in der Trophy-Wertung bei neun Starts neun Rennen und wurde Dritter in dieser Klasse. Neben zwei weiteren Starts in der V8 Supercars kehrte er für vier Rennen in die britische GT-Meisterschaft zurück und erreichte einmal eine Platzierung unter den ersten drei.
Nach der Einstellung der Australian Nations Cup Championship wechselte Simonsen 2005 in die V8 Ute Racing Series. Er gewann vier Rennen und schloss die Saison auf dem zehnten Platz der Fahrerwertung ab. Außerdem nahm er wieder an zwei Rennen der V8 Supercars teil und debütierte in der Le Mans Endurance Series (LMES). In einem Porsche 911 GT3 RS nahm er für James Watt Automotive an zwei Rennen teil. 2006 war Simonsen in fünf Rennserien in Europa und Australien aktiv. Am erfolgreichsten war er in der FIA-GT3-Europameisterschaft und der australischen GT-Meisterschaft, in denen er jeweils Gesamtelfter wurde. In der GT3-Europameisterschaft gewann er ein Rennen, in der australischen GT-Meisterschaft deren drei. In der Le Mans Series nahm er in dieser Saison an vier Rennen teil und erreichte in der LMGT2-Kategorie einmal eine Podiumsplatzierung. Ferner nahm er erneut an zwei V8-Supercars-Rennen teil und ging bei einem Rennen der FIA-GT-Meisterschaft an den Start.
2007 gewann Simonsen die australische GT-Meisterschaft mit sechs Siegen in 21 Rennen. Darüber hinaus entschied er zweimal die GT3-Wertung der britischen GT-Meisterschaft für sich und wurde dort Gesamtzehnter. In der Le Mans Series nahm Simonsen an vier Rennen teil. Dabei stand er immer unter den ersten drei der LMGT2-Wertung und gewann die Wertung einmal. In diesem Jahr debütierte er zudem bei 24-Stunden-Rennen von Le Mans. Für Autorlando Sport wurde er zusammen mit Pierre Ehret und Lars-Erik Nielsen 21. im Schlussklassement. Außerdem nahm Simonsen auch in dieser Saison an zwei V8-Supercar-Rennen teil und er gewann die Australian Tourist Trophy von der Pole-Position startend. 2008 nahm Simonsen nicht durchgängig an der australischen GT-Meisterschaft teil. Er gewann bei acht Starts jedes Rennen und wurde Vizemeister. Top-10-Platzierungen im Schlussklassement gelangen Simonsen zudem in der GT3-Klasse der britischen GT-Meisterschaft sowie der GT1-Klasse der FIA-GT-Meisterschaft. Er gewann erneut die Australian Tourist Trophy und zudem einmal die LMGT2-Wertung der Le Mans Series. Auch startete er beim 24-Stunden-Rennen von Le Mans und in der American Le Mans Series (ALMS).
2009 war Simonsen zum wiederholten Mal in verschiedenen GT-Serien aktiv. Zusammen mit Dominik Farnbacher gewann er die Asian Le Mans Series (AsLMS). In der britischen GT-Meisterschaft gewann er zweimal die GT3-Wertung und schloss sie auf dem vierten Platz ab. In der Le Mans Series erreichte er einmal einen Podestplatz der LMGT2-Kategorie. 2010 erreichte Simonsen mit einem Sieg den fünften Platz in der GT3-Klasse der britischen GT-Meisterschaft. Im Übrigen bestritt er die ganze Saison der Le Mans Series und wurde 17. in der LMGT2. Neben einem Start in der V8 Supercars nahm er als Gastfahrer an zwei Rennen des asiatischen Porsche Carrera Cups teil. Dabei kam er einmal als Erster ins Ziel. Beim 24-Stunden-Rennen von Le Mans erreichte er in einem Ferrari F430 GTC zusammen mit Farnbacher und Leh Keen den zwölften Platz. Es war seine beste Platzierung bei diesem Rennen.
2011 erreichte Simonsen zusammen mit Farnbacher den fünften Rang in der neugeschaffenen LM-GTE-Pro-Klasse. Des Weiteren wurde er Zehnter in der GT3-Klasse der britischen GT-Meisterschaft. Er startete zudem in der V8 Supercars, beim 24-Stunden-Rennen von Le Mans und in der australischen GT-Meisterschaft sowie zu ein paar Einzelveranstaltungen. Mit einem dritten Platz in Bathurst erzielte er seine einzige Podest-Platzierung in der V8 Supercars. 2012 bestritt Simonsen wieder mehr Rennen in der australischen GT-Meisterschaft und erreichte den vierten Gesamtrang. Außerdem gewann er erneut ein Rennen bei einem Gaststart im asiatischen Porsche Carrera Cup. In der European Le Mans Series (ELMS) gewann er bei einer Teilnahme die GTE-Pro-Wertung. Darüber hinaus nahm er 2012 an der FIA-Langstrecken-Weltmeisterschaft (WEC) teil, in dem er beim 24-Stunden-Rennen von Le Mans startete. Zudem nahm er an weiteren Einzelrennen teil und ging erneut in der V8 Supercars an den Start.
2013 war Simonsen für Aston Martin Racing als Vollzeit-Pilot für die WEC zusammen mit Christoffer Nygaard und Kristian Poulsen verpflichtet worden. Beim Saisonauftakt in Silverstone gewannen die drei Piloten die GTE-Am-Wertung. Im Weltcup der GT-Fahrer lagen sie vor dem 24-Stunden-Rennens von Le Mans auf dem achten Rang. In der Anfangsphase verunglückte Simonsen und erlitt tödliche Verletzungen. Als Ersatz für Simonsen bei Aston Martin Racing wurde Nicki Thiim verpflichtet. Darüber hinaus war Simonsen 2013 in der britischen und australischen GT-Meisterschaft sowie der ADAC GT Masters aktiv und nahm an mehreren Einzelveranstaltungen teil.

### Tödlicher Unfall in Le Mans
Allan Simonsen verunglückte am 22. Juni 2013 in der dritten Runde des 24-Stunden-Rennens von Le Mans gegen 15:09 Uhr Ortszeit. Beim Herausbeschleunigen aus der Tertre Rouge verlor der bis dahin in seiner Klasse in Führung liegende Simonsen auf der teilweise nassen Strecke die Kontrolle über seinen Aston Martin Vantage, drehte sich um 180 Grad und schlug mit der Beifahrerseite in die nicht durch Reifenstapel gesicherten Leitplanken ein. Kurz nach dem Aufprall war er zunächst noch ansprechbar. Er starb allerdings bereits auf dem Weg in das Centre médical du Circuit an einem Herzstillstand. Reanimationsversuche des Rennarztes Alain Kind waren vergeblich.
Spätere Untersuchungen am Einschlagpunkt der Unfallstelle ergaben, dass unmittelbar hinter der Leitplanke ein Baum steht. Dadurch konnte sich die Leitplanke nicht verformen und die Wucht des Aufpralles vermindern. Der Einschlag war so hart, dass Teile der Baumrinde abgerissen wurden. Um 17:59 Uhr wurde der Tod von Simonsen im Pressezentrum bekanntgegeben. Nach dem Unfall wurden die Diskussionen über die Streckensicherheit des Circuit des 24 Heures erneut angefacht. Da sich der Unfall auf einer öffentlichen Straße ereignete, ermittelten auch die französischen Behörden.
Die Trauerfeier fand am 2. Juli 2013 im Dom von Odense, seinem Heimatort, statt. Anschließend wurde er auf dem dortigen Friedhof beigesetzt.

## Persönliches
Simonsen war mit Carina Lundbye Hansen verheiratet. Die beiden haben eine Tochter (* 2012). Sein Bruder Benny Simonsen ist ebenfalls Automobilrennfahrer.

## Statistik

### Karrierestationen
| - 1989–1998: Kartsport - 1999: Dänische Formel Ford (Meister) - 1999: Niederländische Formel Ford (Platz 24) - 2000: Formel Palmer Audi (Platz 11) - 2001: Deutsche Formel 3 - 2001: Britische Formel Renault (Platz 26) - 2002: Britische GT - 2003: Australian Nations Cup Championship, GT (Platz 8) - 2003: Australian Nations Cup Championship, Gruppe 2 (Platz 2) - 2003: V8 Supercars (Platz 67) - 2004: Australian Nations Cup Championship, GT (Platz 7) - 2004: Australian Nations Cup Championship, Trophy (Platz 3) - 2004: V8 Supercars (Platz 52) - 2004: Britische GT (Platz 23) - 2005: V8 Ute Racing Series (Platz 10) - 2005: V8 Supercars (Platz 57) - 2005: LMES, GT2 - 2006: FIA-GT3-Europameisterschaft (Platz 11) - 2006: Australische GT (Platz 11) | - 2006: Le Mans Series, LMGT2 (Platz 13) - 2006: V8 Supercars (Platz 46) - 2006: FIA GT, GT2 (Platz 44) - 2007: Australische GT (Meister) - 2007: Britische GT, GT3 (Platz 10) - 2007: Le Mans Series, LMGT2 (Platz 3) - 2007: V8 Supercars (Platz 25) - 2008: Australische GT (Platz 2) - 2008: Britische GT, GT3 (Platz 7) - 2008: FIA GT, GT1 (Platz 7) - 2008: Le Mans Series, LMGT2 (Platz 12) - 2008: ALMS, LMGT2 (Platz 23) - 2009: Britische GT, GT3 (Platz 4) - 2009: Australische GT (Platz 20) - 2009: AsLMS, LMGT2 (Meister) - 2009: Le Mans Series, LMGT2 (Platz 7) - 2009: Rolex Sports Car Series, GT (Platz 69) - 2009: V8 Supercars (Platz 58) - 2009: Aussie Racing Cars Super Series (Platz 39) | - 2010: Britische GT, GT3 (Platz 5) - 2010: Le Mans Series, LMGT2 (Platz 17) - 2010: V8 Supercars (Platz 49) - 2011: Le Mans Series, LM GTE Pro (Platz 5) - 2011: Britische GT, GT3 (Platz 10) - 2011: V8 Supercars (Platz 32) - 2011: Australische GT - 2012: Australische GT (Platz 4) - 2012: Britische GT, GT3 (Platz 12) - 2012: V8 Supercars (Platz 52) - 2012: WEC (Platz 105) - 2012: ELMS, GTE Pro (Platz 3) - 2012: Rolex Sports Car Series - 2013: WEC, GT - 2013: Britische GT, GT3 - 2013: Australische GT - 2013: ADAC GT Masters |

### Le-Mans-Ergebnisse
| Jahr | Team                      | Fahrzeug                 | Teamkollege         | Teamkollege         | Platzierung | Ausfallgrund     |
| ---- | ------------------------- | ------------------------ | ------------------- | ------------------- | ----------- | ---------------- |
| 2007 | Autorlando Sport          | Porsche 997 GT3-RSR      | Pierre Ehret        | Lars-Erik Nielsen   | Rang 21     |                  |
| 2008 | Kruse Schiller Motorsport | Lola B05/40              | Jean de Pourtales   | Hideki Noda         | Ausfall     | Getriebeschaden  |
| 2009 | Hankook Team Farnbacher   | Ferrari F430 GTC         | Dominik Farnbacher  | Christian Montanari | Ausfall     | Defekt           |
| 2010 | Hankook Team Farnbacher   | Ferrari F430 GTC         | Dominik Farnbacher  | Leh Keen            | Rang 12     |                  |
| 2011 | Hankook Team Farnbacher   | Ferrari 458 Italia GTC   | Dominik Farnbacher  | Leh Keen            | Ausfall     | Defekt           |
| 2012 | Aston Martin Racing       | Aston Martin Vantage GT2 | Christoffer Nygaard | Kristian Poulsen    | Ausfall     | Unfall           |
| 2013 | Aston Martin Racing       | Aston Martin Vantage GT2 | Christoffer Nygaard | Kristian Poulsen    | Ausfall     | tödlicher Unfall |

### Sebring-Ergebnisse
| Jahr | Team         | Fahrzeug         | Teamkollege  | Teamkollege | Platzierung | Ausfallgrund |
| ---- | ------------ | ---------------- | ------------ | ----------- | ----------- | ------------ |
| 2008 | Tafel Racing | Ferrari F430 GTC | Pierre Ehret | Jim Tafel   | Rang 15     |              |